# Julius Wayland
Julius Wayland (Versailles, 26 aprile 1854 – Girard, 10 novembre 1912) è stato un politico e giornalista statunitense socialista.

## Biografia
Suo padre e quattro dei suoi fratelli morirono per un'epidemia di colera quando Julius aveva solo quattro mesi, così che, cresciuto nella miseria, ancora bambino dovette trovarsi un lavoro.
Fu apprendista tipografo nel giornale «Versailles Gazette», del quale divenne comproprietario nel 1872 e unico proprietario nel 1874. Le sue idee socialiste, propagandate nel suo quotidiano, provocarono reazioni violente nella cittadina di Versailles, tanto che Wayland rischiò addirittura il linciaggio e dovette chiudere il giornale.
Trasferitosi a Pueblo, nel Colorado, nel 1893 vi pubblicò il suo nuovo giornale socialista, «The Coming Nation», che ottenne subito un grande successo. Grazie alle sue notevoli disponibilità finanziarie, decise di mettere in pratica le sue idee, ispirate ai modelli utopistici degli Owen e dei Fourier: comprati 800 ettari di terreno nel Tennessee, vi fondò la comunità di lavoro «John Ruskin»: gli operai godevano di alti salari e avevano a disposizione, nel tempo libero, di una scuola, di librerie, di sale di riunione, di piscine.
I contrasti sulla conduzione della comunità convinsero però Wayland ad abbandonare l'impresa e il giornale: nel 1895 si trasferì nel Missouri, e il 31 agosto fondò a Kansas City il nuovo settimanale socialista «Appeal to Reason» dove, oltre ad articoli di attualità, di satira e di critica sociale, si pubblicavano estratti di opere socialiste di Marx, Engels, Ruskin, Paine, Bellamy. Trasferì presto la redazione del giornale a Girard, nel Kansas, associando all'impresa editoriale il radicale Fred Warren che ottenne la collaborazione di scrittori e personalità della sinistra politica come Mary Harris Jones, Jack London, Upton Sinclair – che vi pubblicò, tra l'altro, il racconto The Jungle - Helen Keller, Eugene Debs: la rivista divenne una delle più diffuse degli States e questo non poteva piacere ai notabili della politica conservatrice.
Nel 1905 Fred Warren scrisse sulla rivista un articolo in cui accusava l'ex-governatore repubblicano del Kentucky, William Sylvester Taylor, protetto dalle autorità e fatto fuggire nell'Indiana, di essere il mandante dell'omicidio del politico democratico William Goebel, offrendo una ricompensa di 1.000 dollari a chi lo avesse catturato e portato nel Kentucky. Per tutta risposta Warren fu arrestato e condannato a sei mesi di lavori forzati per induzione al reato di rapimento, mentre William Taylor e altri quattro complici, questi ultimi già condannati per il delitto, venivano amnistiati dal governatore Willson.
Nel 1911 Wayland e Warren ebbero un'altra denuncia per pubblicazione di materiale pornografico, avendo denunciato la corruzione e gli scandali sessuali che avvenivano nel carcere di Leavenworth (Kansas). Ma l'attacco più violento doveva essere portato nel 1912 dalle colonne del giornale «Los Angeles Times», che sostenne che Wayland aveva sedotto una minorenne, poi morta nel tentativo di abortire.
Julius Wayland non resse alla depressione provocatagli dalla morte della moglie e dalla continua campagna diffamatoria cui era soggetto, e si suicidò il 10 novembre 1912. I figli ottennero dal tribunale il riconoscimento della falsità delle accuse e la condanna del «Los Angeles Time» per diffamazione.